# Bryan Frear
Bryan Frear (8 tháng 7 năm 1933 – 1997) là một cầu thủ bóng đá người Anh thi đấu ở Football League ở vị trí tiền đạo cho Huddersfield Town, Chesterfield và Halifax Town.